# Jørn Riel
Jørn Riel (Odense, 23 de julio de 1931 - Kuala Lumpur, 18 de agosto de 2023) fue un escritor danés.

## Biografía
Riel nació en Odense el 23 de julio de 1931. Fue conocido en un principio gracias a sus trabajos sobre Groenlandia, isla danesa en la que vivió durante 16 años. Una de sus obras fue adaptada al cine con el título Antes de mañana (Le Jour avant le lendemain) . 
Murió en Kuala Lumpur el 18 de agosto de 2023, a los 92 años de edad.

## Premios y reconocimientos
- 1972 - Statens Kulturfond - Engangsydelse (The Cultural Committee of the Danish State - One time fee)
- 1973 - Statens Kulturfond - Engangsydelse (The Cultural Committee of the Danish State - One time fee)
- 1974 - Statens Kulturfond - Engangsydelse (The Cultural Committee of the Danish State - One time fee)
- 1981 - Frank Hellers litterære pris (Literature Prize of Frank Heller)
- 1993 - Tom Kristensen Legatet
- 1995 - De Gyldne Laurbær por Cirkulæret og andre skrøner.[4]
- 1996 - Drassows Legat
- 2004 - Jeanne og Henri Nathansens Mindelegat
- 2004 - Statens Kunstfond. Livsvarig ydelse (The Cultural Committee of the Danish State - Lifelong grant)
- 2010 - Det Danske Akademis Store Pris (The Grand Prize of the Danish Academy)